# Stephen Clarke
Stephen Clarke (Sutton Coldfield, 21 luglio 1973) è un ex nuotatore canadese.
Specializzato nello stile libero, nella rana e nella farfalla ha vinto la medaglia di bronzo nella staffetta 4x100 m misti ai Giochi olimpici di Barcellona 1992.

## Palmarès
- Giochi olimpici

Barcellona 1992: bronzo nella 4x100m misti.
- Giochi PanPacifici

Kobe 1993: bronzo nella 4x100m misti.
Fukuoka 1997: bronzo nella 4x100m misti.
- Giochi del Commonwealth

Victoria 1994: oro nei 100m sl, argento nei 100m farfalla e nella 4x100m misti.
Kuala Lumpur 1998: argento nella 4x100m sl e bronzo nella 4x100m misti.